# Joe Estevez
Joseph "Joe" Estevez (Nascido em 13 de Fevereiro de 1950) é um ator, diretor, e produtor estadunidense.
Ele é o irmão mais novo do ator Martin Sheen e o tio de Emilio Estevez, Charlie Sheen, Renée Estevez, e Ramon Estevez.

## Filmografia
| Filme     | Filme                                | Filme                    | Filme                                                            |
| Ano       | Filme                                | Papel                    | Notas                                                            |
| --------- | ------------------------------------ | ------------------------ | ---------------------------------------------------------------- |
| 1986      | The Zero Boys                        | Killer                   | Creditado como Joe Phelan                                        |
| 1987      | Terminal Exposure                    | Eskenezy                 | Creditado como Joe Phelan                                        |
| 1988      | Human Error                          | Phil Martins             |                                                                  |
| 1989      | The Platinum Triangle                | Roland Geiger            |                                                                  |
| 1990      | Soultaker                            | The Man/Soultaker        |                                                                  |
| 1991      | The Roller Blade Seven               | Saint O'ffender          |                                                                  |
| 1992      | Eddie Presley                        | Eddie's father           |                                                                  |
| 1992      | Return of the Roller Blade Seven     | Saint O'ffender          |                                                                  |
| 1992      | The Legend of the Roller Blade Seven | Saint O'ffender          |                                                                  |
| 1993      | Dark Universe                        | Rod Kendrick             |                                                                  |
| 1994      | Double Blast                         | Nadir                    |                                                                  |
| 1995      | Little Lost Sea Serpent              | Harry Rockwell           | Direct-to-video release                                          |
| 1996      | Toad Warrior                         | Mickey O'Malley          | Alternative title: Hell Comes to Frogtown III                    |
| 1996      | Werewolf                             | Joel                     | Alternative title: Arizona Werewolf Direct-to-video release      |
| 1997      | Quiet Days in Hollywood              | The Pick-Up Guy          | Alternative title: The Way We Are                                |
| 1997      | Guns of El Chupacabra                | Rocket Ranger Dan Danger | Direct-to-video release                                          |
| 1998      | I Got the Hook Up                    | Lamar Hunt               |                                                                  |
| 1998      | No Code of Conduct                   | Pappy                    |                                                                  |
| 1999      | 14 Ways to Wear Lipstick             | Maximo                   |                                                                  |
| 2000      | Two Coyotes                          | Father/Umpire            |                                                                  |
| 2001      | Shattered Faith                      | Steve Townsend           |                                                                  |
| 2002      | Max Hell Frog Warrior                | Mickey O'Malley          | Alternative title: Max Hell Frog Warrior Direct-to-video release |
| 2003      | Spanish Fly                          | Harry Homeless           |                                                                  |
| 2003      | Hitman City                          | Lt. O'Leary              |                                                                  |
| 2004      | Vampire Blvd.                        | Mr. Big Shot             |                                                                  |
| 2005      | Resurrection Mary                    | Wilkes                   |                                                                  |
| 2006      | Inner Rage                           | Sheriff McCarthy         |                                                                  |
| 2007      | Sigma Die!                           | Officer Brubek           |                                                                  |
| 2007      | Alibi                                | -                        | Associate producer                                               |
| 2008      | Withered One                         | Marin Gray               |                                                                  |
| 2009      | Untitled Horror Comedy               | Chips Fisher             |                                                                  |
| 2009      | Dead in Love                         | Poker                    |                                                                  |
| 2009      | La Femme Vampir                      | Joe                      |                                                                  |
| 2010      | Horrorween                           | Neighbor                 |                                                                  |
| 2010      | Iron Soldier                         | General Brooks           |                                                                  |
| Televisão |                                      |                          |                                                                  |
| Ano       | Título                               | Papel                    | Notas                                                            |
| 1974      | The Story of Pretty Boy Floyd        | E.W. Floyd               | Television movie Creditado como Joseph Estevez                   |
| 1974      | The California Kid                   | Don McCord               | Television movie                                                 |
| 1975      | The Hatfields and the McCoys         | Troy Hatfield            | Television movie                                                 |
| 1979      | Eischied                             | Roth                     | 1 episode Creditado como Joseph Sheen                            |
| 1986      | Starman                              | West                     | 1 episode                                                        |
| 1987      | CBS Schoolbreak Special              | Coach                    | 1 episode Creditado como Joseph Phelan                           |
| 1990      | Murder in Law                        | Bill                     | Television movie                                                 |
| 1992      | Psychic Detectives                   | Professor Halifax        | Television movie                                                 |
| 1996      | Lethal Orbit                         | NSC Chairman             | Television movie                                                 |
| 2000      | Stolen from the Heart                | Phil                     | Television movie                                                 |
| 2001      | Black Scorpion                       | Butcherville             | 1 episode                                                        |

## References
1. ↑  New York Times